# Strada statale 558 Sangritana 2ª
La ex strada statale 558 Sangritana 2ª (SS 558) era una strada statale italiana il cui percorso si sviluppa a cavallo tra Abruzzo e Molise collegando Castel di Sangro e la strada statale 17 dell'Appennino Abruzzese ed Appulo-Sannitico, principale asse viario nord-sud nell'interno delle due regioni, con Archi e la strada statale 154 della Valle del Sangro, che ne prosegue il tracciato lungo la Val di Sangro sino all'autostrada A14, la strada statale 16 Adriatica e la Costa dei Trabocchi. Nel 1989, in seguito alla costruzione della strada statale 652 di Fondo Valle Sangro, che ne rappresenta una variante a scorrimento veloce, è stata declassificata a strada provinciale e comunale.

## Storia
La strada statale 558 Sangritana 2ª venne istituita nel 1967 con il seguente percorso: "Innesto con la SS 154 a Piane d'Archi - Bomba - Quadri - Sant'Angelo del Pesco - Innesto con la SS 17 a Castel di Sangro."

## Percorso
La strada ha inizio a Piane d'Archi all'innesto con la strada statale 154 della Valle del Sangro e, dopo aver attraversato diversi comuni tra Abruzzo e Molise seguendo il percorso della Val di Sangro, termina nell'abitato di Castel di Sangro innestandosi alla Strada statale 17 dell'Appennino Abruzzese ed Appulo-Sannitico.